# Gironde-sur-Dropt
Gironde-sur-Dropt is een gemeente in het Franse departement Gironde (regio Nouvelle-Aquitaine). De plaats maakt deel uit van het arrondissement Langon. Gironde-sur-Dropt telde op 1 januari 2022 1.340 inwoners. In de gemeente ligt de  spoorweghalte Gironde.

## Geografie
De oppervlakte van Gironde-sur-Dropt bedroeg op 1 januari 2022 8,84 vierkante kilometer; de bevolkingsdichtheid was toen 151,6 inwoners per km².

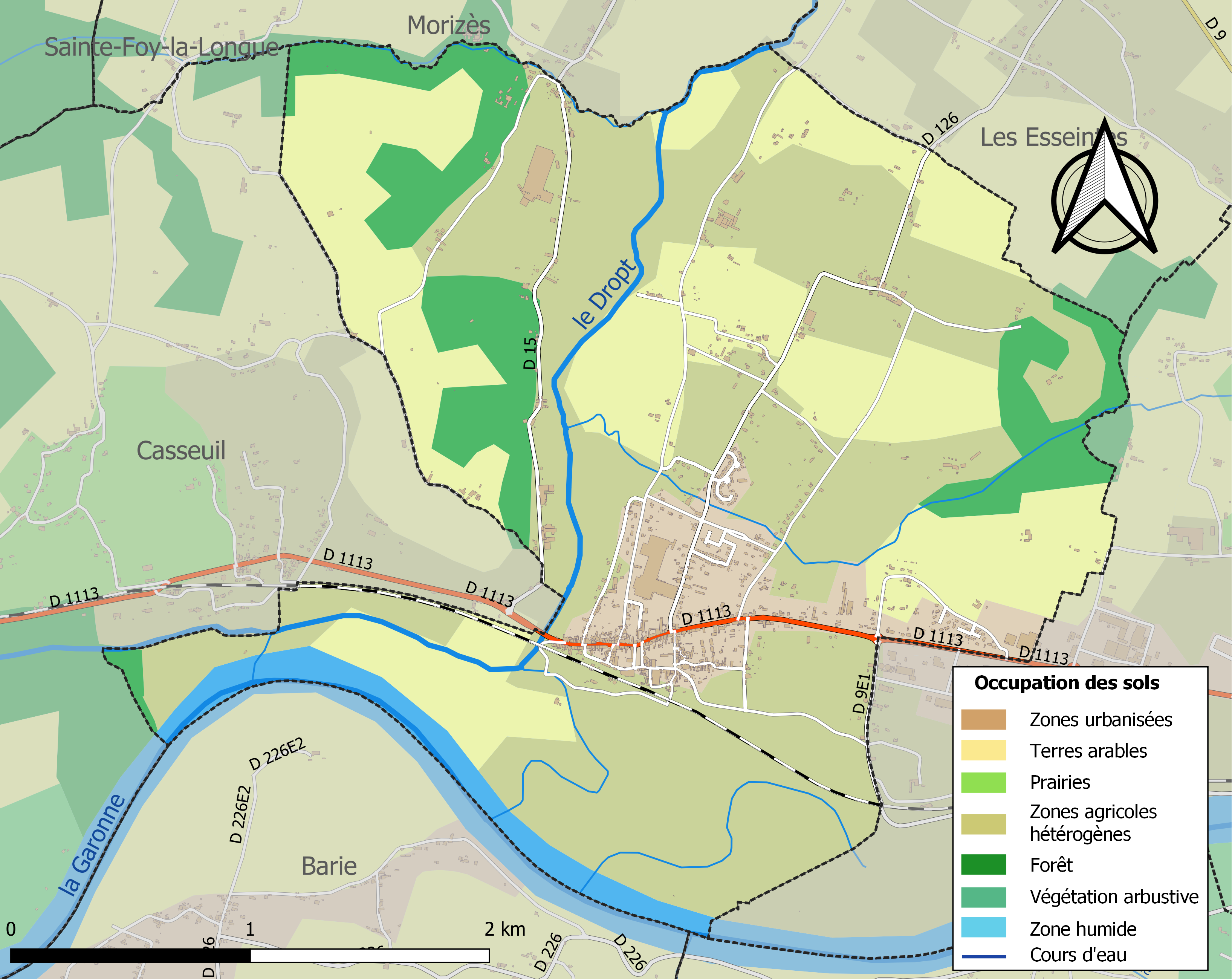
Kaart van de gemeente met belangrijkste infrastructuur, bodemgebruik en omliggende gemeenten

## Demografie
Onderstaande figuur toont het verloop van het inwonertal (bron: INSEE-tellingen).